# Auxolophotis cosmophilopis
Auxolophotis cosmophilopis är en fjärilsart som beskrevs av Edward Meyrick 1934. Auxolophotis cosmophilopis ingår i släktet Auxolophotis och familjen Crambidae. Inga underarter finns listade i Catalogue of Life.